# 约阿·埃尔夫斯贝里
约阿·埃尔夫斯贝里（瑞典語：Joa Elfsberg，1979年7月30日—），瑞典女子冰球运动员。她曾代表瑞典参加1998年、2002年和2006年冬季奥林匹克运动会冰球比赛，共获得一枚银牌和一枚铜牌。